# 1810 Епиметеј
1810 Епиметеј (енгл. 1810 Epimetheus) је астероид главног астероидног појаса са средњом удаљеношћу од Сунца која износи 2,224 астрономских јединица (АЈ).
Апсолутна магнитуда астероида је 12,3.